# Rugby Milano
L’Associazione Sportiva Dilettantistica Rugby Milano è un club italiano di rugby a 15 con sede a Milano.
Fondato nel 1945, militò in serie A fino alla seconda metà degli anni sessanta, riuscendo anche a giungere alla finale-scudetto nel 1957-58; dopo una confluenza nel CUS Milano, la squadra fu rifondata nel 1969.
Dopo alterne vicende e retrocessioni la squadra milita in serie A.
Disputa i suoi incontri interni al centro sportivo G.B. Curioni di Segrate, all'Idroscalo.
Dalla stagione 2022-23 l'allenatore della prima squadra è l'italiano Luca Varriale.

## Storia
L'A.S. Rugby Milano nacque nel 1945, fondata da elementi provenienti da altre società, compresa la preesistente Amatori, con cui presto sorse una rivalità cittadina.
Fin dall'inizio in serie A, collezionò una serie di buoni piazzamenti, mantenendosi sempre nelle zone medio alte della classifica; nel 1956-57 giunse fino al girone di semifinale scudetto e, l'anno successivo, arrivò a disputare il titolo nazionale in finale contro le Fiamme Oro.
Quella rimane, a oggi, la migliore stagione di sempre del club che, tuttavia, anche nelle stagioni successive riuscì a mantenere agevolmente il proprio posto in massima serie fino al 1965 (al termine di un biennio in cui la squadra aveva assunto la denominazione di Milano Diavoli), quando non si iscrisse al campionato per problemi economici e si unì al CUS Milano.
La società fu rifondata nel 1969 per iniziativa di alcuni dirigenti storici del vecchio club, e ripartì con attività giovanile, per poi ripresentare una squadra seniores nel 1971 grazie all'innesto di alcuni giocatori già facenti parte del defunto G.S. Pirelli.
In pochi anni la squadra risalì in B e, successivamente, in serie A, dove nel 1983 giunse fino alla poule scudetto.
L'ultima stagione in massima serie fu nel 1985-86, e l'anno successivo giunse anche la retrocessione in serie B.
Con l'avvento del professionismo nel rugby la squadra, che ha mantenuto sempre lo status dilettantistico, non è mai andata oltre la serie A2: successe nel 2011, al termine di un campionato di serie B condotto sempre in testa e terminato con lo spareggio promozione vinto sul Frascati, anche se al termine della stagione vi fu di nuovo la retrocessione.

### Impegno nel sociale
Il club ha avviato da tempo dei progetti di reinserimento sociale per minorenni incorsi in problemi con la giustizia.
In concorso con alcuni partner commerciali collabora, infatti, con l’istituto di correzione minorile “Cesare Beccaria” di Milano, presso il quale organizza sedute di rugby e periodicamente invia una propria squadra a giocare contro quella composta dai giovani reclusi; diversi ex carcerati, una volta scontata la pena, sono divenuti giocatori del club.
La società vanta tra i suoi consiglieri d’amministrazione anche il giornalista milanese Giorgio Terruzzi, appassionato di cose di rugby e corsivista del Corriere della Sera.
Tra gli eventi organizzati dal Rugby Milano figura anche il Torneo Capuzzoni, evento annuale del minirugby in ricordo di Massimiliano Capuzzoni, rugbista proveniente dal vivaio del club e internazionale per l’Italia, che morì a 26 anni nel 1995, e giunto a novembre 2014 alla sua ventesima edizione.

## Cronologia
| Cronistoria dell’A.S. Rugby Milano |
| --- |
| - 1945 · Nascita dell’A.S. Rugby Milano - 1945-46 · Quarti di finale Coppa Alta Italia Divisione Nazionale - 1946-47 · 5º girone A serie A - 1947-48 · 5º serie A - 1948-49 · 7º serie A - 1949-50 · 7º serie A - 1950-51 · 4º serie A - 1951-52 · 5º serie A - 1952-53 · 3º serie A - 1953-54 · 3º serie A - 1954-55 · 5º serie A - 1955-56 · 6º serie A - 1956-57 · 2º girone C serie A 3º girone B semifinale scudetto - 1957-58 · 2º girone A serie A 1º girone B semifinale scudetto Sconfitto in finale scudetto - 1958-59 · 3º girone A serie A Sconfitto in semifinale - 1959-60 · 3º girone A serie A - 1960-61 · 3º girone A Eccellenza - 1961-62 · 6º Eccellenza - 1962-63 · 6º Eccellenza - 1963-64 · 9º Eccellenza - 1964-65 · 6º Eccellenza - 1965 · Mancata iscrizione al campionato - 1966 · Assorbimento societario da parte del CUS Milano - 1969 · Riacquisizione del titolo sportivo - 1969-71 · Attività giovanile - 1971-72 · Serie C - 1971-72 · Serie C - 1972-73 · Serie C - 1973-74 · Serie B - 1974-75 · Serie B - 1975-76 · Serie B - 1976-77 · Serie B - 1977-78 · Serie B - 1978-79 · Serie B - 1979-80 · Serie B - 1980-81 · 11º serie A - 1981-82 · 3º girone A Serie A 1º girone Recupero A 6º poule scudetto - 1982-83 · 4º girone B serie A 8º poule scudetto - 1983-84 · 7º girone A serie A 3º poule salvezza - 1984-85 · 7º girone B serie A 4º poule salvezza - 1985-86 · 7º girone B serie A 7º poule salvezza retrocessione in serie A2 - 1986-87 · 12º serie A2 retrocessione in serie B - 2004-05 · 10º girone A serie B - 2005-06 · 2º girone A serie B Sconfitta playoff promozione A2 - 2006-07 · 5º girone A serie B - 2007-08 · 9º girone A serie B - 2008-09 · 12º girone A serie B retrocessione in serie C - 2009-10 · 1º girone Élite Area 2 serie C promozione in serie B - 2010-11 · 1º girone A serie B promozione in serie A2 - 2011-12 · 11ª serie A2 retrocessione in serie B - 2012-13 · 5º girone A serie B - 2013-14 · 2º girone A serie B promozione in serie A - 2014-15 · 4º girone 2 serie A 4º poule salvezza 2 - 2015-16 · 6º girone 1 serie A 4º poule salvezza 2 - 2016-17 · 4º girone 2 serie A 2º poule retrocessione 2 - 2017-18 · 5º girone 2 serie A 2º poule 2 - 2018-19 · 4º girone 1 serie A - 2019-20 · serie A (n/a) - 2020-21 · (n/a) |

## Colori sociali, simboli e strutture
I colori sociali del club sono il bianco e il rosso, gli stessi della città di Milano.
Lo stemma societario rappresenta una testa di cavallo stilizzata in bianco su sfondo rosso.
Le maglie sono a strisce orizzontali bianche e rosse, mentre i pantaloncini sono neri.
Il terreno di gioco è il centro sportivo Giovanbattista Curioni, realizzato all'Idroscalo di Milano (via Circonvallazione) nel 2015.
Prima di allora disputava i suoi incontri interni al “Mario Giuriati” in zona Città Studi, campo condiviso fino a tutto il 2009 con l’Amatori Milano prima che quest’ultimo emigrasse all’Arena Civica, e con il Grande Milano, squadra nata dalla fusione di CUS Milano e Chicken Rugby di Rozzano.